# Cinnamomum soepadmoi
Cinnamomum soepadmoi är en lagerväxtart som beskrevs av André Joseph Guillaume Henri Kostermans. Cinnamomum soepadmoi ingår i släktet Cinnamomum och familjen lagerväxter. Inga underarter finns listade i Catalogue of Life.